# Хемчик
Хе́мчик (Хемчи́к, Ке́мчик, устар. Кемчага; тув. Хемчик — «небольшая река») — река в России, впадает в Саяно-Шушенское водохранилище, принадлежит бассейну Енисея, протекает по территории Бай-Тайгинского, Барун-Хемчикского и Дзун-Хемчикского кожуунов Республики Тыва.
Длина реки — 320 км, площадь водосборного бассейна — 27 тысяч км². Средний расход воды 119 м³/с (74 км от устья).

## Гидрография
Берёт начало на восточном склоне хребта Козер с пика 3122 м, относящегося к системе Шапшальского хребта, на границе с Республикой Алтай. Вся река расположена на территории республики Тыва. Течёт между двух горных систем — Западный Саян с севера и Западный Танну-Ола с юга, собирая с них весь свой сток. В нижнем течении в Хемчикской котловине в виду крайне скудных осадков практически не получает водосток. Все истоки и притоки питаются стоком с высоких хребтов, в связи с чем речная система в Хемчикской котловине широко используется для орошения. Река не имеет судоходных участков. В верхнем течении имеется множество порогов, водопадов. Долина узкая, с отвесными берегами, в русле множество валунов. В Хемчикской котловине река имеет равнинный характер с излучинами. Нередки крупные каменные останцы. Скорость течения невелика. За деревней Ийме река вновь принимает горный характер, попадая в горы Хемчикского хребта. Долина узкая, с отвесными скалами. Последний участок — Хемчикский каньон, примыкающий к Саянскому каньону Верхнего Енисея затоплен Саяно-Шушенским водохранилищем. Основные притоки: Малый Хемчик, Чон-Хем (правый), Чинге-Хем (правый), Чиндозын (левый), крупный правый Барлык — большей частью используется для орошения, крупный левый Алаш, Чыргакы (правый), главный левый Ак-Суг, Кара-Суг и крупный Чадан (правый), и Алды-Ишкин (левый).

## Прибрежная растительность
Лес в бассейне реки фактически находится в верхнем ярусе и в основном на северо-западе бассейна. В долине самого Хемчика растительность присутствует только в начале реки и в дальнейшем исключительно в русле, представляя собой узкую ленту тополиных рощ. Леса представлены в основном лиственницей и тополями. Вдоль реки произрастает множество кустарника. В Хемчикской котловине река протекает по практически полупустынной территории.

## Населённые пункты
На реке находятся сверху вниз Бай-Тал (Чон-Терек), Тээли, Аксы-Барлык, Барлык, напротив друг друга город Ак-Довурак и Кызыл-Мажалык, соединённые А162, Шекпээр, Дон-Терезин, Алдан-Маадыр, Хорум-Даг, Суг-Аксы, Кара-Чыраа, Баян-Тала, Кызыл-Тайга и Ийме. На притоке Чадан расположен город Чадан. В бассейне реки располагаются Бай-Тайгинский кожуун, Барун-Хемчикский кожуун, Дзун-Хемчикский кожуун, Сут-Хольский кожуун и частично Чаа-Хольский кожуун Тувы.

## Гидрометрия
Хемчик является относительно небольшой рекой. Его расход воды наблюдался в течение 16 лет (в период 1975 по 1993) в районе паромной переправы у деревни Ийме. Среднегодовой расход воды за время наблюдения составил 101 м³/с для площади водосбора 25500 км², или примерно 95 % от общей территории водосбора реки. В среднем осадки на этой территории составили 125 мм в год, что обусловлено дефицитом осадков в нижней части бассейна, по широкой долине Хемчика.
Питание реки смешанное с преобладанием подземного. Паводок Хемчика происходит летом, с июня по август включительно (с максимумом в июле), и является результатом летних осадков в виде дождя. В сентябре расход воды значительно снижается, и это снижение продолжается до начала зимы вместе с уменьшением количества осадков. Река достигает своего минимального расхода воды в период с ноября по апрель включительно, когда покрыта льдом. Среднемесячный расход воды Хемчика наблюдающийся в феврале (минимально низкий уровень воды) составляет 26,1 м³/с (минимум в 1986 — 18,6 м³/с), или около 10,5 % от среднего стока в июле 246 м³/с (максимум в 1985—443 м³/с).
| Средний расход воды (м³/с) реки Хемчик по месяцам с 1975 по 1993 гг. (замеры производились на гидрологическом посту у деревни Ийме) |

## Притоки
Объекты перечислены по порядку от устья к истоку.
- 44 км: Шом-Шум
- 60 км: Терек-Тыг
- 75 км: Шеле
- 86 км: Алды-Ишкин
- 88 км: Устю-Ишкин
- 97 км: водоток протока Чес-Булун
- 99 км: Ак-Суг
- 101 км: Чадана
- 109 км: Улуг-Хондергей
- 128 км: Шеми
- 137 км: Чиргакы
- 158 км: Эдыгей
- 176 км: Бол. Аянгаты
- 196 км: Хонделен
- 209 км: канал Хак-су (Вааза-Хак)
- 229 км: Улуг-Оруг
- 262 км: Чиндозын
- 274 км: Чинге-Хем
- 283 км: Чоон-Хем
- 297 км: Ары-Хем
- 303 км: Шагпай